# Битка код Адровца
Битка код Адровца (1. септембра 1876) била је део српско-турског рата 1876–1877. Завршена је турском победом.

## Позадина
После неуспеха код Шуматовца и Алексинца, трупе корпуса Ејуб-паше (тур. Aiyub) пребачене су до 30. августа на леву обалу Јужне Мораве, да би, заједно са дивизијама Али Сајиб-паше (тур. Ali Saib) и Фазли-паше (тур. Fazil), напале на десно крило српских алексиначких положаја, у намери да обиђу Алексинац и продуже надирање на север левом обалом Јужне Мораве. Дивизија Фазли-паше заузела је полазни положај од леве обале Јужне Мораве до села Мрсоља (Моравац); дивизија Али Сајиб-паше на одсеку Мрсољ-Смрдан-Дрењак; корпус Ејуб-паше остао је у резерви, на простору село Лужане, Стублина, Мали Дреновац. На левој обали Мораве алексиначки положај бранило је 19 српских батаљона и 5 батерија под командом мајора Јована Поповића: на десном крилу код Песковитог лаза било је 2 батаљона; на центру, на делу кота 365 - Прћиловачко лојзе 6 батаљона; на левом крилу, код Житковца 8 батаљона; у резерви, у селу Гредетину 3 батаљона.

## Битка
Турци су 1. септембра око 8 часова почели са артиљеријском припремом која је трајала до 12 часова, а тад је пешадија пошла у напад на целом фронту. Око 13 часова покушали су да обиласком обухвате српско десно крило на Песковитом лазу. Употребом резерве Срби су ојачали снаге на Песковитом лазу, посели Сараманску косу и осујетили турски покушај. У продужењу боја Турци су надмоћним снагама принудили Србе да се при крају дана повуку на линију село Трњане-мостобран на левој обали Мораве северно од села Житковца. Турци их нису гонили и Срби су се сутрадан повукли на креветске положаје.